# Todesdiät – Der Preis der Schönheit
Todesdiät – Der Preis der Schönheit ist ein US-amerikanischer Fernsehfilm aus dem Jahre 1996, der hauptsächlich die Themen Magersucht und Bulimie behandelt.

## Handlung
Die beiden Mädchen Lexi und Jenny werden binnen kurzer Zeit beste Freundinnen. Lexi musste wegen der Scheidung ihrer Eltern mit ihrer Mutter und ihrer Schwester umziehen und ist deshalb sehr traurig. Sie lernt Jenny während eines Volleyballspiels kennen. Jenny, die bereits in der neuen Stadt von Lexi wohnt, leidet schon unter Bulimie. Langsam bekommt Lexi auch Anzeichen der Magersucht und es werden immer mehr von grotesken Angewohnheiten gezeigt. Im Laufe der Geschichte wird Lexi immer dünner, während sich Jenny relativ gut hält. Dann plötzlich bekommt Lexi während eines Volleyballspiels einen Ohnmachtsanfall und kommt in eine Klinik. Als sie bei dem Training für Appetit versagt, stimmt ihr Vater, der aus Chicago angereist war, einer Zwangsernährung zu. Dem pflichtet ihre Mutter jedoch nicht bei.
Als Lexi erfolgreich wieder aus der Klinik entlassen wird, erzählt sie ihrer Mutter von der Bulimie Jennys, woraufhin Lexis Mutter wider Lexis Willen alles Jennys Eltern erzählt. Diese glauben jedoch nichts. Ab sofort ist Jenny nicht mehr Lexis Freundin. Sie geht Lexi ständig aus dem Weg und sagt ihr, dass sie sie hasse. Diese Situation ist sehr schwierig für die einsame Lexi.
Auf einer Strandparty wird schließlich die betrunkene Jenny von einem Auto überfahren. Die höchst betroffene Lexi erleidet einen Rückfall in ihrer Magersucht und nimmt wieder extrem schnell ab. Als ihr Vater dies erfährt, will er sie sofort wieder in die Klinik einweisen lassen, jedoch schafft es Lexi zuvor ihr Gewicht schnell genug wieder zuzunehmen, dass sie nicht in die Klinik muss.
Der Film endet mit einem durch Lexi gewonnenen Volleyballspiel. Lexi leidet zwar unter Wahnvorstellungen und sieht ihre tote Freundin neben sich stehen, dies verschweigt sie jedoch jedem.

## Kritik
„Drama über Magersucht, das den Verlauf der Krankheit und deren Ursachen akribisch nachzeichnet.“

## Betrachtung
In dem Film werden eindeutige Auslöser und Merkmale einer Magersucht gezeigt.

### Auslöser
- den Mädchen wird von vielen Seiten gesagt, dass sie ruhig ein paar Pfund abnehmen könnten.
- Gruppenzwang
- Vorbildwirkung (Models)
- Viel Druck, Stress
- Probleme mit den Eltern.
- Neue Umgebung, keine Freunde, eventuell der Schock der Scheidung.

### Merkmale
- ununterbrochener Sport
- Seltsames Essverhalten
- ständiges Kalorienzählen
- unterdrücken von Hunger
- Muskelabbau
- Haarausfall
- Wahnvorstellungen
- Ausbleiben der Periode

## Hintergrund
- Der Film wurde erstmals am 19. Februar 1996 ausgestrahlt.
- Der Film wurde ursprünglich für den Kanal NBC gedreht.